# وادی کبریت
وادی کبریت (به عربی: وادي الكبريت) یک شهرداری در الجزایر است که در استان سوق اهراس واقع شده‌است.
 وادی کبریت  ۵٬۰۰۰ نفر جمعیت دارد.